# اليوم (جريدة جزائرية)
جريدة اليوم  هي جريدة جزائرية يومية، تصدر باللغة العربية، وتمتلكها «المجموعة الدولية للاتصال» تحت تسيير مزيان محفوظ حاجي.

## التأسيس
تأسست الجريدة في 31 يناير، 1999 من طرف نصر الدين علوي ومن أشهر صحفييها السابقين، محمد علواش، زايدي سقية، احميدة العياشي، نائلة.ب، الياس بوملطة بالإضافة إلى مجموعة من الصحفيين المتمسكين بالمشروع منذ13 عاما منهم نبيل حاجي، علاوة على الطاقم الشاب الذي يجدد في كل دورة دماء الجريدة . وتصدر جريدة اليوم الجزائرية ملحق «اليوم الأدبي» الذي يعتبر الأقدم حاليا في الصحافة الجزائرية، ويصدر بانتظام منذ ما يقارب العشر سنوات، ويشرف عليه الكاتب الصحفي والروائي الخير شوار،